# شهرستان برط العنان
ناحیهٔ برط العنان (به عربی: مدیریة برط العنان) یک ناحیه در یمن است که در استان جوف واقع شده‌است.
ناحیهٔ برط العنان ۵۹٬۴۶۳ نفر جمعیت دارد.